# AGC Flat Glass Czech
AGC Flat Glass Czech a.s., člen AGC Group je akciová společnost se sídlem v Teplicích. Firma je součástí nadnárodního koncernu AGC Group a je největším výrobcem plochého skla ve střední a východní Evropě. Vyrábí ploché sklo zejména pro stavebnictví, automobilový průmysl a vozy hromadné dopravy. Tři čtvrtiny své produkce vyváží do světa, do zhruba 80 zemí. Největšími exportními trhy pro AGC Czech jsou Polsko, Slovensko, Německo a Rakousko.
Kořeny firmy jsou ve společnosti Sklo Union. Ta byla v rámci porevoluční privatizace rozdělena na několik společností, z nichž tu klíčovou získala belgická společnost Glaverbel a vznikl podnik pod názvem Glavunion. Později byl přejmenován na Glaverbel Czech a od roku 2007 nese název AGC Flat Glass Czech. Má pět kmenových závodů a 17 dceřiných společností ve střední Evropě (Slovensko, Polsko). V ČR zaměstnává okolo 1700 zaměstnanců. V letech 2008, 2010 a 2011 získala v ČR titul Zaměstnavatel roku.
Firma je stoprocentním vlastníkem fotbalového klubu FK Teplice. Vlastní a provozuje též Střední školu AGC.